# Винид, Богуслав
Богуслав Валентий Винид (пол. Bogusław Walenty Winid; родился 3 ноября 1960, Варшава) — польский дипломат, доктор исторических наук. В 2006—2007 годах государственный подсекретарь в Министерстве Народной Обороны. В 2007—2011 — представитель Польши в НАТО и ЕС. В 2011—2014 — государственный подсекретарь в Министерстве Иностранных Дел. С 4 сентября 2014 по 30 ноября 2017 года — постоянный представитель Польши при Организации Объединённых Наций в Нью-Йорке.

## Биография
В 1979 году окончил Лицей имени Яна Замойского в Варшаве. В 1984 году с отличием закончил исторический факультет Варшавского Университета, после чего продолжил в качестве ассистента в Центре изучения Америки университета. В 1988—1989 годах прошёл курс обучения в Университете Индианы (США). В 1991 году защитил докторскую диссертацию на тему польско-американских отношений в 1919—1939 годах. Также окончил дипломатическое обучение в Университете Гувера в Калифорнии. Автор публикаций по истории дипломатии и международных отношений.
В 1991 году начал работать в департаменте Северной и Южной Америк в Министерстве иностранных дел. В 1992—1997 — секретарь посольства Польши в Вашингтоне, отвечающий за отношения с Конгрессом. Координировал деятельность по получению поддержки американских конгрессменов, по вопросу приёма Польши в НАТО. В 1998 — заместитель директора в департаменте Северной и Южной Америк в Министерстве иностранных дел. В том же году, после раздела департамента, стал руководителем департамента Северной Америки. В 2001 году назначен на пост заместителя посла Польши в США. С 11 августа 2006 по 31 августа 2007 занимал пост государственного подсекретаря (заместителя министра) в Министерстве Национальной Обороны.
23 августа 2007 года комиссия Сейма по иностранным делам, поддержала его кандидатуру на производство в ранг посла и о назначении Винида послом Польши при НАТО и ЕС в Брюсселе. 6 сентября 2007 года был назначен на этот пост президентом Польши Лехом Качиньским. Снят с поста в связи с назначением на другой пост распоряжением от 24 августа 2011 года, с исполнением с 14 ноября 2011 года. 17 ноября 2011 года занял должность государственного подсекретаря в МИДе, которую занимал до августа 2014 года. С 4 сентября 2014 года по 30 ноября 2017 года постоянный представитель Польши при ООН в Нью-Йорке.
Владеет английским и русским языками. Жена Беата, сыновья Альберт и Александр.

## Награды
- Офицер ордена Возрождения Польши (2011)[8]
- Орден Креста земли Марии II класса (Эстония, 2014)[9]
- Офицер ордена Звезды Румынии (Румыния, 2019)[10]